# Château de Breitenstein
 (septembre 2023).
 (septembre 2023).
Pour les articles homonymes, voir Breitenstein.
Les ruines du château de Breitenstein s'élèvent à 223 m d'altitude au sommet d'une pente raide du côté nord de la vallée du Speyerbach dans la forêt du Palatinat ( Rhénanie-Palatinat ).

## Localisation géographique
Les ruines du château au-dessus du hameau Breitenstein, qui appartient à Esthal, sont situées dans l'Arrondissement de Bad Dürkheim, au sud-ouest en direction d'Elmstein .

## Histoire
Le château a probablement été construit vers 1246 lors des troubles liés à la déposition Frédéric II construit par le pape Innocent IV. Il n'est mentionné dans un document pour la première fois qu'en 1257 à propos d'un chevalier de Kropsberg, châtelain de Breitenstein et serviteur des comtes de Leiningen. Le chevalier s'appelait Burkhard von Breitenstein en 1265. En 1339, Jakob von Flersheim fut nommé Burgmann.
Après la mort du roi Rodolphe de Habsbourg, en 1291, des combats éclatèrententre les Habsbourg et leurs adversaires. À cette époque, les comtes de Sponheim construisirent probablement un Trutzburg à quelques mètres au sud du château de Breitenstein ; les deux complexes n'étaient séparés l'un de l'autre que par un large fossé. Le château de siège a été mentionné en 1340 sous le nom de Nieder-Breitenstein. Cette année-là, le comte Walram von Sponheim fut reconnu coupable par la cour royale de Munich d'avoir construit illégalement un château dans la zone du monastère de Spire qu'il dut céder au seigneur féodal de Spire Friedrich Horneck. Le comte palatin Rudolf II s'est opposé à ce verdict et a déclaré Sponheimer son homme féodal, de sorte qu'il a été autorisé à garder le château. En 1357, un traité de paix du château fut conclu qui stipulait que le plus grand château de siège serait désormais considéré comme le château principal et que le complexe de bâtiments plus ancien et plus petit serait considéré comme la cour extérieure.
Après que le complexe ait été mentionné pour une dernière fois en 1382, il est probablement entré en possession des comtes de Leiningen en 1437 et a probablement été détruit en 1470/71 lors d'une querelle – ; dans la soi-disant guerre électorale du Palatinat ; - entre sa famille propriétaire et l'électeur Friedrich I.
Après que les ruines furent transférées à l'Administration du Palais d'État de Rhénanie-Palatinat en 1963, des mesures de restauration furent prises sur les murs entre 1988 et 1989.

## Litérature
- Magnus Backes, Heinz Straeter : Staatliche Burgen, Schlösser und Altertümer in Rheinland-Pfalz. Schnell & Steiner, Ratisbonne 2003,  (ISBN 3-7954-1566-7).
- Manfred Czerwinski : Burgen – stolze Zeugen einer großen Zeit – Pfalz und Umgebung. Verlag Supérieur, Kaiserslautern, 2002,  (ISBN 3-936216-07-X).
- Walter Eitelmann : Rittersteine im Pfälzerwald. 4. révisé et considérablement élargi. Éd. Association forestière du Palatinat, Neustadt/Weinstrasse 1998,  (ISBN 3-00-003544-3).
- Arndt Hartung, Walter Hartung : Pfälzer Burgenrevier. 6. suppl. éd. Pfälzische Verlagsanstalt, Ludwigshafen 1985,  (ISBN 3-9801043-0-3).
- Walter Herrmann : Auf rotem Fels. Ein Führer zu den schönsten Burgen der Pfalz und des elsässischen Wasgau. Braun, Karlsruhe 2004,  (ISBN 3-7650-8286-4).
- Friedrich-Wilhelm Krahe : Burgen des Deutschen Mittelalters. Bechtermünz-Verlag, Augsbourg 1996,  (ISBN 3-86047-219-4).
- Elena Rey : Burgenführer Pfalz. Supérieur, Kaiserslautern 2003,  (ISBN 3-936216-15-0).
- Alexandre Thon (éd.) : Wie Schwalben Nester an den Felsen geklebt… Burgen in der Nordpfalz. 1. éd. Schnell & Steiner, Ratisbonne 2005,  (ISBN 3-7954-1674-4), p. 40-43.

## Liens extérieurs
- Auszug aus dem pfälzischen Burgenlexikon: Burg Breitenstein
- Burgruine Breitenstein